# Apologie de Socrate (Xénophon)
Pour les articles homonymes, voir Apologie de Socrate (homonymie).
L’Apologie de Socrate (en grec ancien : Ἀπολογία Σωκράτους πρὸς τοὺς Δικαστάς / Apología Sôkrátous pròs toùs Dikastás, Apologie de Socrate devant le tribunal) est un opuscule de Xénophon écrit en 395 av. J.-C. Il s'agit d'une réflexion sur le comportement de son maître Socrate lors de son procès et de son exécution.

## Présentation générale

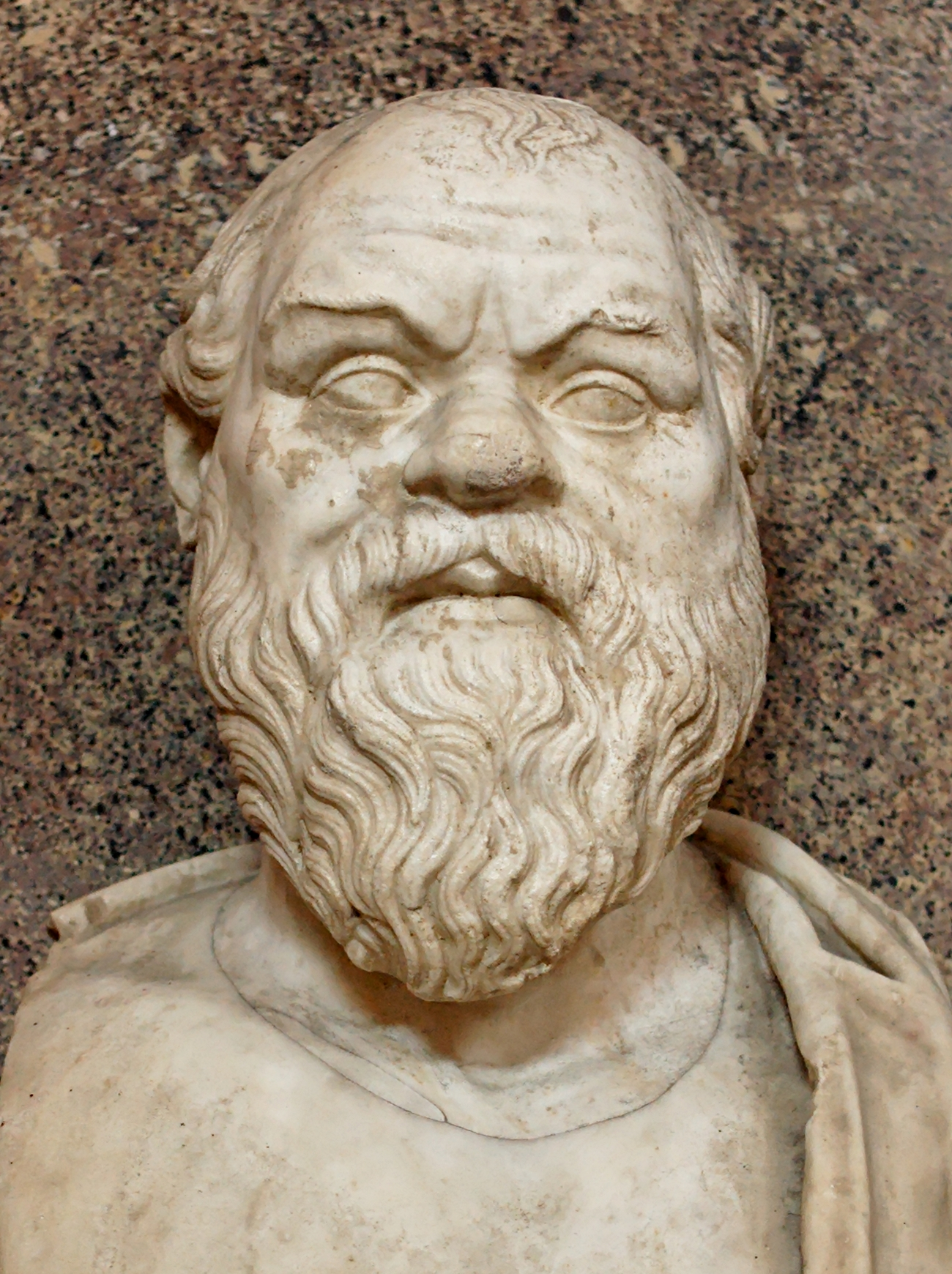
Buste de Socrate, provenant de la villa des Quintilii

### Contenu
Xénophon décrit le comportement de Socrate lors de son procès. L'auteur met en lumière le point de vue de Socrate, selon lequel il vaut mieux mourir avant que la sénilité ne le gagne plutôt que d'échapper à l'exécution en s'humiliant face à la persécution injuste dont il est l'objet.

### Historique de publication
Xénophon a été l'étudiant de Socrate de -404 à -401. Il quitte l'entourage de Socrate en -401 pour s'engager dans une expédition militaire avec Cyrus le Jeune. Lors de l'exécution de Socrate en -399, le philosophe fait partie des Dix-Mille (comme raconté dans l'Anabase) ; il n'est donc pas témoin du procès, ni de la mise à mort. La source première de Xénophon est Hermogène, qui, lui, y était présent.
La mort de Socrate déclenche à Athènes une réaction littéraire généralisée. Des personnalités publiques et des écrivains utilisèrent le thème du procès de Socrate pour affirmer leur propre opinion sur sa culpabilité. Les spécialistes pensent que cette interprétation du procès par Xénophon fut écrite en réponse à ces accusations, car la partie principale du texte est une réponse directe, point par point, aux arguments qui avaient été étayés contre Socrate.
Xénophon a écrit son Apologie après qu'un certain nombre d'autres comptes-rendus du procès ont été publiés. Dans sa première lettre des Épîtres socratiques, Xénophon demande aux disciples de Socrate qu'ils lui envoient « tout ce qu'a fait et dit autrefois notre philosophe ». En effet, dit-il, « son apologie sera éclatante pour la génération actuelle et pour la postérité, si nous ne la présentons pas comme une défense de tribunal, mais si nous la faisons briller à tous les yeux l'excellence de ce grand homme ».
L'auteur a considéré sa défense de Socrate assez importante pour qu'il y consacre une partie de l'ultime chapitre de ses Mémorables, qui contient quelques morceaux des premières sections de l’Apologie de Socrate,. Cela a conduit certains interprètes à penser que l’Apologie de Xénophon était la conclusion initiale des Mémorables ; compte tenu des données limitées sur le sujet, ceci ne peut toutefois être affirmé avec certitude.

### Différences avec la version de Platon
Il existe deux grands témoignages contemporains de la condamnation de Socrate : celui de Xénophon, et celui, plus connu, de Platon, intitulée Apologie de Socrate. Platon n'était lui non plus pas présent à Athènes lors de la condamnation de son maître. Chacun a écrit son ouvrage sur la base de témoignages directs, deux versions différentes du procès.
La version de Platon a été publiée avant celle de Xénophon. Dans les Épîtres socratiques, Xénophon écrit qu'il a lu ce qu'a écrit Platon, et que « la partie dialoguée ne manque pas de mérite ». Toutefois, « nous n'avons pas entendu là les paroles mêmes de Socrate, et nous ne pouvons les consigner dans nos mémoires ». La version de Xénophon se base donc sur des témoignages différents.
La première différence entre les deux récits est sur le jugement de l'oracle de Delphes. Chez Xénophon, il affirme que personne n'a été « plus libre, plus juste, et plus sain d’esprit » que Socrate, là où Platon rapporte que l'oracle a dit que « nul n'a été plus sage ». Le terme de « sagesse » n'apparaît pas chez Xénophon pour qualifier Socrate. Cela est peut-être dû à ce que Platon, dans son Apologie, donne une connotation au terme en en faisant une caractéristique des philosophes naturalistes, athées. Qualifier Socrate de sage serait donc revenu à donner raison aux chefs d'accusation.
La deuxième différence a trait à la description du daimôn de Socrate. Xénophon parle du daimôn comme un « signal divin » qui donnait des indications positives à Socrate sur ce qu'il devait faire. Le Socrate de Platon, lui, décrit systématiquement et explicitement le signal comme « me détournant de quelque chose que je m'apprête à faire », mais « ne m'encourageant jamais à faire quelque chose »,.
La troisième différence est que Platon fait proposer par Socrate à la fin du procès qu'il paie une indemnité de trente mines,, tandis que chez Xénophon, Socrate refuse de proposer une peine, et interdit à ses amis de le faire, en arguant que tout autre comportement impliquerait sa culpabilité,.
La dernière différence, enfin, est celle de la raison avancée par Socrate pour accepter la peine de mort. Platon rapporte que Socrate la justifie par son engagement indéfectible envers sa mission divine de continuer à philosopher à tout prix,. Xénophon, lui, rapporte que Socrate a affirmé qu'il est préférable pour lui de mourir maintenant plutôt que d'affronter les douleurs et les limites de la vieillesse avancée,.

## Résumé

### Chapitre I: pourquoi Socrate ne voulait pas faire son apologie

#### Justification du texte
Xénophon justifie dans un premier temps son Apologie. Il soutient que si d'autres ont bien écrit sur la condamnation de Socrate, et ont « bien rendu la noble fierté de son langage », personne n'a clairement expliqué pourquoi Socrate n'a pas voulu se défendre.

#### Refus d'une défense
Hermogène avait eu la chance de s'entretenir avec Socrate avant le début du procès. Lui suggérant de préparer son discours de défense, Socrate avait refusé, disant que sa vie même est sa défense. En effet, « en vivant sans commettre la moindre déloyauté », il a préparé « le plus beau moyen » de se défendre.
L'ami rappelle à Socrate qu'il est nécessaire de préparer son discours de défense car les tribunaux d'Athènes « ont souvent fait périr des innocents, et souvent absous des coupables dont le langage avait ému leur pitié ou flatté leurs oreilles ». Socrate rétorque que son daimôn l'en a empêché, par deux fois, et qu'il a donc abandonné cette entreprise.

#### Raisons de l'acceptation de la mort
L'auteur rapporte que Socrate aurait donné à Hermogène les deux raisons pour laquelle Socrate acceptait, avant même le procès, la sentence de mort qui le menaçait. La première est qu'il considère avoir vécu heureux, et que la vieillesse qui le menace l'empêchera bientôt de vivre dans le même bonheur. La deuxième raison est que sa dignité l'en empêche : « j’aimerais mieux mourir que de mendier servilement la vie et de me faire octroyer une existence beaucoup plus affreuse que la mort ».

### Chapitre II

#### Premier chef d'accusation: l'impiété
Xénophon rappelle les trois chefs d'accusation de Socrate : il n'aurait pas reconnu les dieux de la Cité, aurait introduit de nouveaux dieux (des καινὰ δαιμόνια, « extravagances démoniaques »), et aurait corrompu les jeunes gens. Le philosophe répond en premier lieu au premier chef d'accusation en rappelant que chacun l'a vu faire des offrandes aux dieux de la ville lors des fêtes. Il affirme que « jamais je n’ai offert de sacrifices à d’autres divinités qu’à Jupiter, à Junon. et aux autres dieux ; jamais je n’ai juré que par eux ; jamais je n’en ai nommé d’autres ».

#### Deuxième chef d'accusation: l'introduction d'un nouveau dieu
Socrate se défend d'avoir introduit un nouveau dieu dans la Cité. Il dit seulement entendre une voix, qui lui indique ce qu'il doit faire. Cela n'est en rien différent de « ceux qui tirent des présages du chant des oiseaux ». Il soutient que toutes les fois où il a annoncé les desseins des dieux à ses amis, il n'a jamais « été pris en délit de mensonge ».
Le philosophe ajoute un argument de poids : lorsque Chéréphon demanda un jour à l'oracle de Delphes s'il y avait un homme plus sensé, plus indépendant, et plus juste sur Terre que Socrate, elle répondit par la négative.

#### Troisième chef d'accusation: la corruption de la jeunesse
Socrate s'attaque enfin au dernier argument. Corrompre la jeunesse signifierait qu'il ait rendu des jeunes gens impies, violents, alcooliques, paresseux, ou esclaves de toutes les autres passions. Ce n'est pas le cas : les jeunes viennent à Socrate car « ils savent qu['il a] profondément médité ce sujet ».
Xénophon rapporte que les amis de Socrate prirent la parole par la suite pour le défendre, et rappelle que Socrate a refusé de « s'abaisser à des supplications pour échapper à la mort ». Lorsque des amis lui proposèrent de l'exfiltrer de la prison, « il refusa, et leur demanda, en plaisantant, s'ils connaissaient hors de l'Attique quelque lieu inaccessible à la mort ». Socrate se dit sûr que la postérité reconnaîtra qu'il n'a rien commis d'injuste.

### Chapitre III

#### Consolation des amis
L'auteur rapporte que les amis de Socrate ont été particulièrement peinés par sa condamnation. Socrate, s'apercevant de leurs larmes, leur aurait dit : « Qu'est-ce donc ? leur dit-il; c'est à présent que vous pleurez ? Ne saviez-vous pas depuis longtemps qu'au moment même de ma naissance la nature avait prononcé l'arrêt de ma mort ? ».
Un certain Apollodore, qui appréciait beaucoup Socrate, lui a dit que c'était insupportable pour lui de le voir mourir injustement. Socrate lui aurait alors répondu qu'il ne vaut pas mieux être condamné justement à mort.

#### Jugement de Socrate sur Anytos
Voyant passer Anytos, son accusateur, Socrate explique la cause du ressentiment de ce dernier contre lui : « je lui dis un jour que, puisqu'il était élevé aux premières dignités de la république, il ne convenait pas qu'il fit élever son fils dans le métier de tanneur ».

### Chapitre IV
Xénophon admet que Socrate s'est montré fier devant le tribunal. Cela ne fit qu'accroître la jalousie des juges, qui le condamnèrent d'autant plus promptement. Xénophon trouve, toutefois, « que les dieux lui ont accordé une heureuse destinée », car il est mort en bonne santé, et a obtenu le type de mort la moins douloureuse qui soit. En plus de cela, sa mort lui a permis de montrer « la force de son âme ».
L'auteur conclut : « s’il existe parmi les hommes épris de la vertu quelqu’un qui ait vécu avec un homme plus utile que Socrate, je le regarde comme le plus fortuné des hommes ».

## Postérité
L'Apologie de Xénophon a connu une moins grande postérité que celle de Platon. Elle était pourtant bien connue du monde antique : Athénée de Naucratis en rapporte des passages dans son Livre V, et Stobée dans la troisième section de son Anthologie.
Bertrand Russell s'attarde sur les différences entre la version de Platon et celle de Xénophon dans son Histoire de la philosophie occidentale. Il remet en doute la version de Xénophon, considérant que si Socrate s'était défendu comme il le rapporte, il n'aurait pas été condamné à mort. Il soutient toutefois que « certains éléments de Xénophon sont très convaincants ».

## Tradition du texte
Quatre manuscrits ont conservé l’Apologie :
- B — Vaticanus 1355 (Xe – XIIe siècles), le meilleur, corrigé par une main du XIVe siècle (B²) et du XVIIIe siècle ;
- A — Vaticanus gr 1950 (XIVe siècle), dérivé de B ;
- Harl. —  Britannicus Harleianus 5724 (XVe siècle), dérivé de B ;
- C —  Mutinensis 145 (XVe siècle), d’authenticité contestable selon François Ollier[21] (contra Ernst Kalinka, Innsbrucker Festgruss, 1909, p.  167 sq.).

Tradition indirecte
- Athénée, Livre V, 218e = Apol., 14.
- Stobée, Anthologie, III, 7 = Apol., 25-27 et 28-29.